# Fåresygevirus
Fåresyge-virus eller Mumps orthorubulavirus, MuV, der tidligere blev kaldt Mumps rubulavirus, tilhører virusfamilien
Paramyxoviridae, virusslægten Rubulavirus. MuV er nært beslægtet med og deler mange karakteristika med mæslingevirus.
MuV forårsager fåresyge, dvs. betændelse af spytkirtlerne, eventuelt meningitis (hjernehindebetændelse), encephalitis (hjernebetændelse) og døvhed, eventuelt nedsat frugtbarhed eller sterilitet hvis testiklerne bliver angrebet.

## Genom
MuV er en membrankappet virus med et genom af negativt polariseret enkeltstrænget RNA (-ssRNA) med 15.384 baser og 8 gener.

## Proteiner
- nucleoprotein (NP)
- RNA polymerase RNA-afhængig RNA polymerase, RdRp (L)
- Phosphoprotein (P)
- V protein
- I protein,
- matrix protein (M)
- fusion protein (F) ,
- small hydrophobic protein (SH)
- hemagglutinin-neuraminidase (HN) [3]

## Receptor
Receptoren for MuV er fortrinsvis et trisakkarid med α2,3-linked sialinsyre på overfladen af værtsorganismens celler.

## Vaccine
MFR-vaccinen er en kombinationsvaccine indført i 1987 med svækkede virus mod mæslinger, fåresyge og røde hunde.